# Stevie Chalmers
Thomas Stephen Chalmers (Glasgow, 26 december 1935 – 29 april 2019) was een Schots voetballer. Zijn doelpunt in de finale van de Europacup I 1966/67 wordt geregeld "het belangrijkste doelpunt uit de clubgeschiedenis van Celtic FC" genoemd.

## Biografie
Chalmers werd op 26 december 1935 geboren in Glasgow. Zijn vader David had in de jaren 20 bij Clydebank gevoetbald. Een van zijn toenmalige teamgenoten was Jimmy McGrory, de latere trainer van Stevie bij Celtic FC. Op zijn veertiende stopte hij met school om in een gereedschapswinkel en een meubelmagazijn te gaan werken. In 1953 sloot hij zich aan bij Kirkintilloch Rob Roy, waar hij twee seizoenen speelde. Vanwege zijn legerdienst bij RAF Stradishall speelde hij daarna even voor het Engelse Newmarket Town.
Na zijn terugkeer naar Schotland werd Chalmers ernstig ziek: er werd tuberculeuze meningitis gediagnosticeerd bij hem. Hierdoor bracht hij zes maanden door in het Belvidere Hospital, op een boogscheut van Celtic Park. Op een bepaald moment had hij nog maar drie weken te leven, maar na een baanbrekende behandeling van dokter Peter McKenzie kwam Chalmers er alsnog bovenop. Na zijn genezing sloot hij zich aan bij Ashfield FC. Na een korte passage bij Dumbarton FC maakte hij in 1959 de overstap naar Celtic FC, waar hij de grootste successen uit zijn carrière zou kennen. Chambers moest dan wel zes jaar wachten op een eerste hoofdprijs met Celtic – de Glasgow Cup buiten beschouwing gelaten –, maar uiteindelijk won hij op twaalf jaar tijd een pak prijzen: naast zes landstitels, drie Scottish Cups en vier Scottish League Cups won hij in 1967 ook Europacup I met de club. In de finale tegen Internazionale legde Chalmers vijf minuten voor tijd de 2-1-eindscore vast. Zijn doelpunt tegen Inter wordt nog steeds regelmatig "het belangrijkste doelpunt uit de clubgeschiedenis" genoemd. De spelers van Celtic in 1967 worden ook wel de Lisbon Lions genoemd. Drie jaar later bereikte Celtic opnieuw de finale van Europacup I, maar ditmaal moest Chalmers geblesseerd verstek geven voor de (verloren) finale tegen Feyenoord.
In september 1971 nam Chalmers op 35-jarige leeftijd afscheid van Celtic. Met 231 doelpunten (waaronder 155 in de competitie, 31 in de Scottish League Cup, 29 in de Scottish Cup en 13 in Europese wedstrijden) staat hij anno 2020 nog steeds in de top vijf van clubtopschutters aller tijden. Chalmers speelde nadien nog voor Greenock Morton en Partick Thistle FC. In 2016 werd hij opgenomen in de Scottish Football Hall of Fame.
In 2017 liet Chalmers' kleindochter aan de vooravond van de vijftigjarige herdenking van de Europacup I-zege van Celtic weten dat de voormalige aanvaller aan dementie leed. Vijf jaar eerder had Chalmers zijn autobiografie Steve Chalmers – The Winning Touch uitgebracht. Op 29 april 2019 overleed hij op 83-jarige leeftijd.

## Familie
Naast zijn vader David was ook zijn zoon Paul voetballer. Paul Chalmers genoot zijn jeugdopleiding bij Celtic FC en maakte op 19 februari 1985 zijn debuut in het eerste elftal. Paul speelde slechts vier officiële wedstrijden voor Celtic en verliet de club in 1986 voor St. Mirren FC. Hij speelde daarna ook nog voor Swansea City, Dunfermline Athletic, Hamilton Academical, Ayr United en East Fife FC.

## Erelijst
| Europacup I             | 1x | Europacup I 1966/67                                  |
| Landskampioen Schotland | 6x | 1965/66, 1966/67, 1967/68, 1968/69, 1969/70, 1970/71 |
| Scottish Cup            | 4x | 1964/65, 1966/67, 1968/69, 1970/71                   |
| Scottish League Cup     | 5x | 1965/66, 1966/67, 1967/68, 1968/69, 1969/70          |